# أنتوني أغيري
أنتوني أغيري (بالإنجليزية: Anthony Aguirre)‏ هو عالم كونيات أمريكي، ولد في 23 يوليو 1973 في سانتا كروز في الولايات المتحدة.